# Narod (Split)
Narod je bio hrvatski trodnevnik iz Splita. List je pokrenuo Gajo Filomen Bulat. Izašle su prvi put 9. siječnja 1884., a prestale su izlaziti u 30. lipnja 1894. godine. Uređivao ih je Ivan Velat i Dinko Politeo, koji je u pojedinim razdobljima bio i izdavačem. Tekstovi su bili na hrvatskom jeziku, a bilo je i tekstova na talijanskom.
Na baštini Naroda nastavio je izlaziti list Jedinstvo.